# Pont de la Clamor Amarga
El Pont de la Clamor Amarga és una obra d'Almacelles a la comarca del Segrià. És inclosa a l'Inventari del Patrimoni Arquitectònic de Catalunya.

## Descripció
És un pont que sota la via del tren Lleida-Saragossa, construït l'any 1861. A causa d'una intervenció recent en què s'han fet reforços a partir d'estructures de ciment, la part de construcció original del pont està molt amagada.
La part superior està asfaltada i és per on passa la via del tren. El conjunt se suporta a partir d'estructures portants en forma de llinda amb pilastres semicirculars que semblen de l'estructura original.